# The Suffragist
The Suffragist era un settimanale pubblicato dalla Congressional Union for Woman Suffrage nel 1913 per promuovere la causa del suffragio femminile. La pubblicazione fu inizialmente concepita come un piccolo opuscolo dalla Congressional Union (CU), una nuova affiliata della National American Woman Suffrage Association (NAWSA), che nel 1917 divenne la NWP. Si è poi evoluto in un tabloid settimanale di otto pagine quando il primo numero apparve il 15 novembre 1913.

## Storia
Avviato da Alice Paul con Rheta Childe Dorr come primo editore, il suo obiettivo era diffondere notizie politiche sulle donne e far avanzare i movimenti verso un emendamento del suffragio. Il giornale diede ai suoi editori una via per comunicare direttamente tra loro ed i sostenitori senza i media tradizionali. Nei suoi sei anni la pubblicazione ha svolto un ruolo importante nel successo finale del movimento per il suffragio.
The Suffragist ha riportato proteste e arresti in resoconti di notizie ed editoriali. Insieme alle vignette politiche, illustrazioni, fotografie, saggi e poesie servivano tutti come dispositivi di difesa all'interno del giornale. La copertina di ogni numero di solito presentava un fumetto a tutta pagina. L'artista Nina Allender ha disegnato la stragrande maggioranza di questi. La Allender ha presentato una nuova immagine della suffraggetta giovane e fisicamente bella, oltre che coraggiosa e intelligente. La terza pagina di The Suffragist conteneva il testo della proposta di emendamento al suffragio federale e almeno un editoriale.
Nel 1917, quando il National Woman's Party (NWP) iniziò a picchettare la Casa Bianca e fu arrestato, il giornale servì da luce al pubblico sul trattamento di queste persone molto molto attive politicamente. Nel 1914 Alice Paul e Lucy Burns ne erano gli editori e successivamente nel 1917 Edith Houghton Hooker ne divenne l'editore ufficiale e Ada Flatman responsabile commerciale e pubblicitario.
Il giornale ha cessato la pubblicazione dopo l'approvazione del diciannovesimo emendamento alla costituzione degli Stati Uniti che consente alle donne di votare. Ha pubblicato il suo ultimo numero nel gennaio 1921.
Dopo l'approvazione del diciannovesimo emendamento nel 1919, riacquistò la pubblicazione come Equal Rights, la rivista ufficiale del National Woman's Party dal 1923 al 1954.

La rivista ha svolto un ruolo simile a The Suffragist. Tuttavia il suo focus era specificamente sull'emendamento sulla parità dei diritti e su altri progetti di legge che riguardavano le donne, tra cui la legislazione protettiva sul lavoro, le questioni di nazionalità e il servizio di giuria.

## Galleria d'immagini

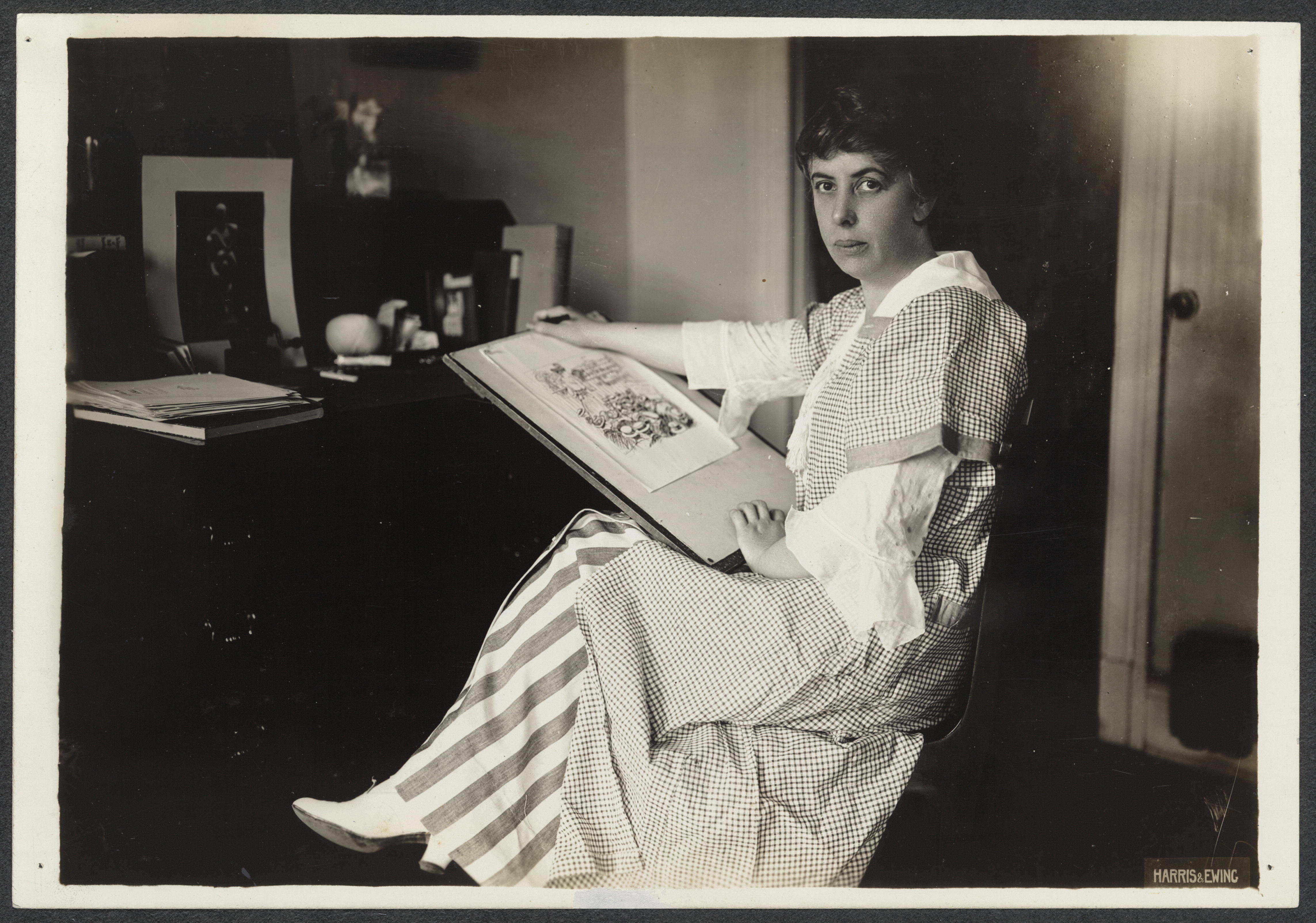
Nina Allender, Fumettista per The Suffragist.
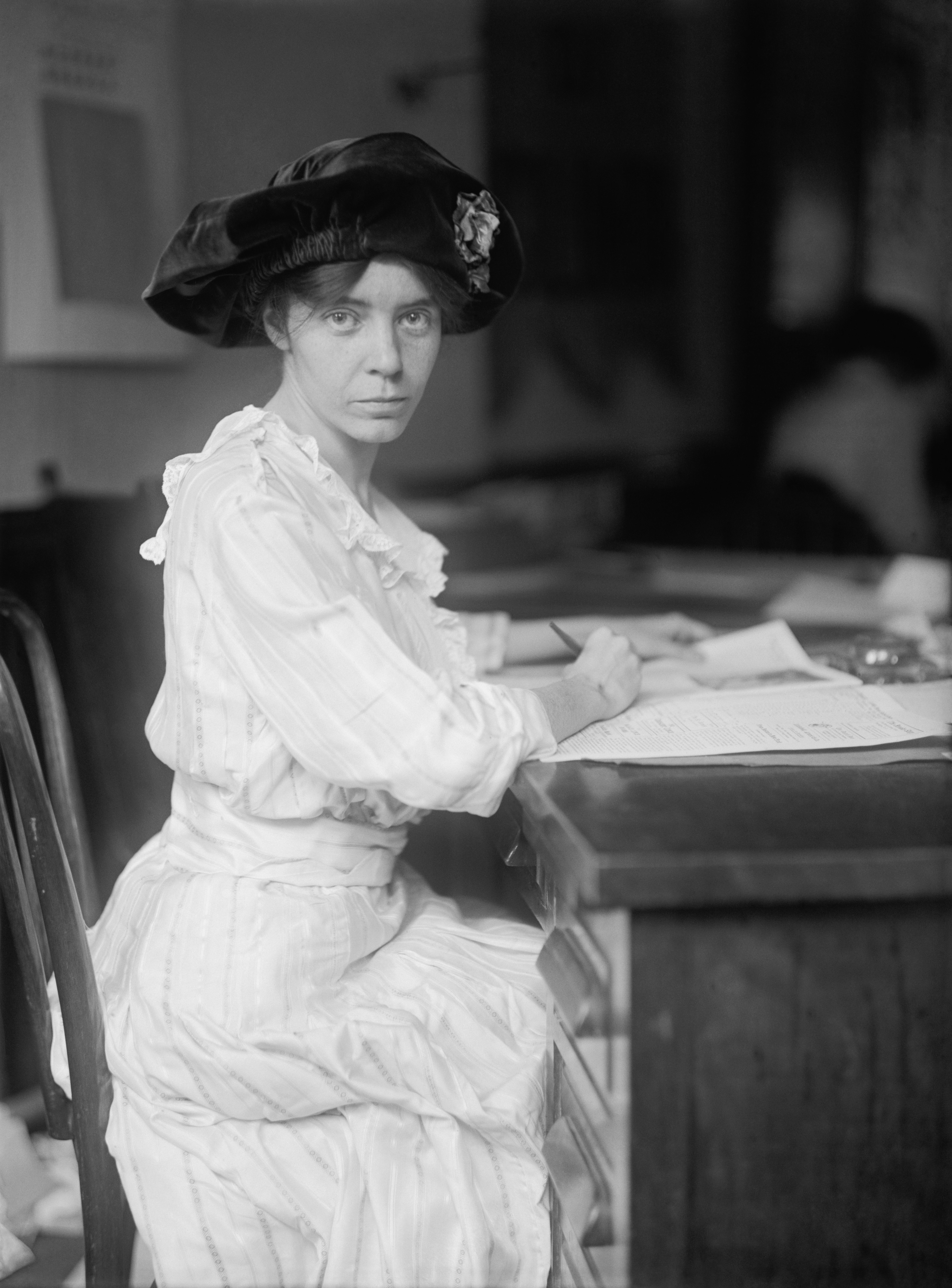
Alice Paul, Fondatrice del The Suffragist.
Rheta Childe Dorr, Primo editore di The Suffragist.
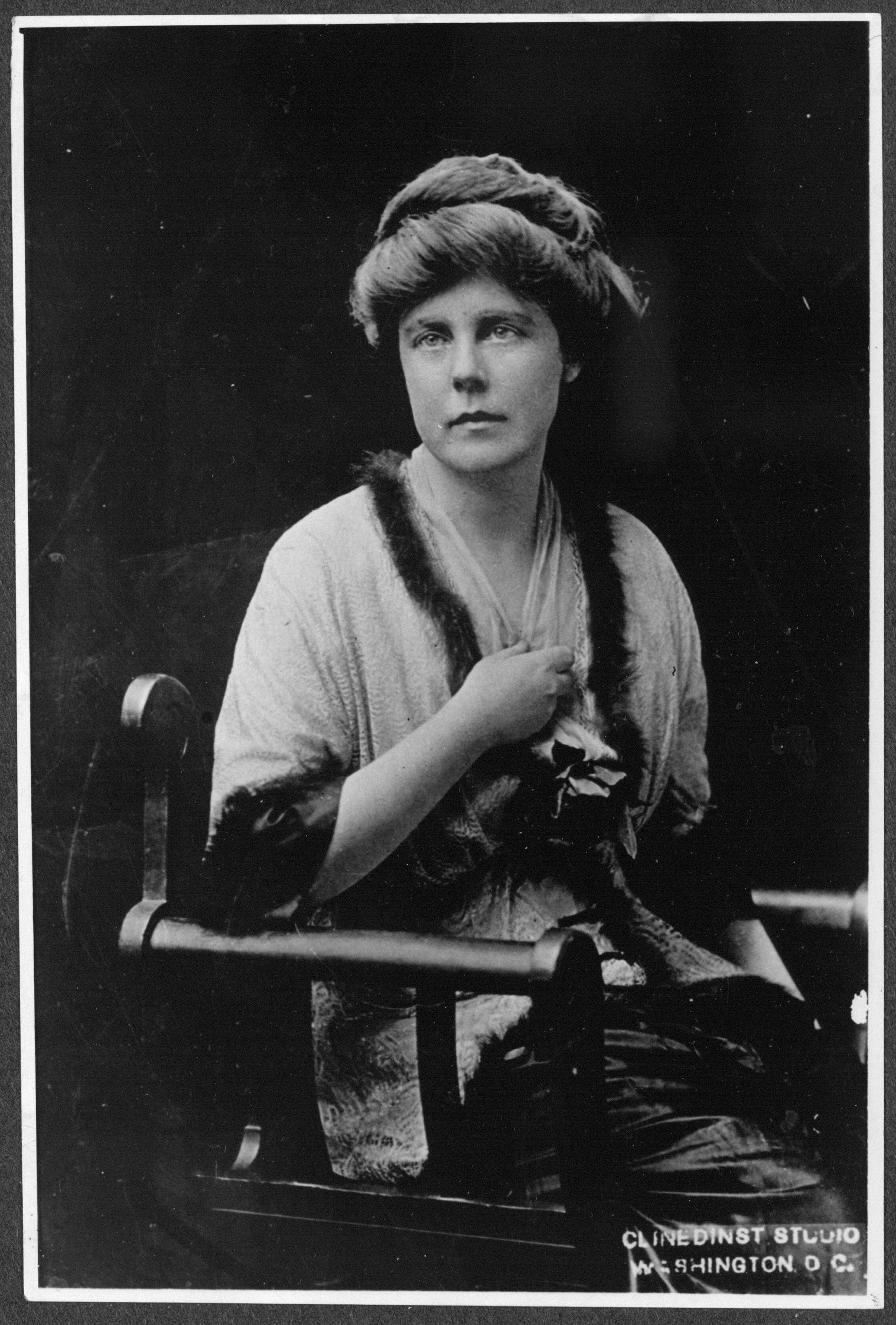
Lucy Burns, Redattore di The Suffragist.
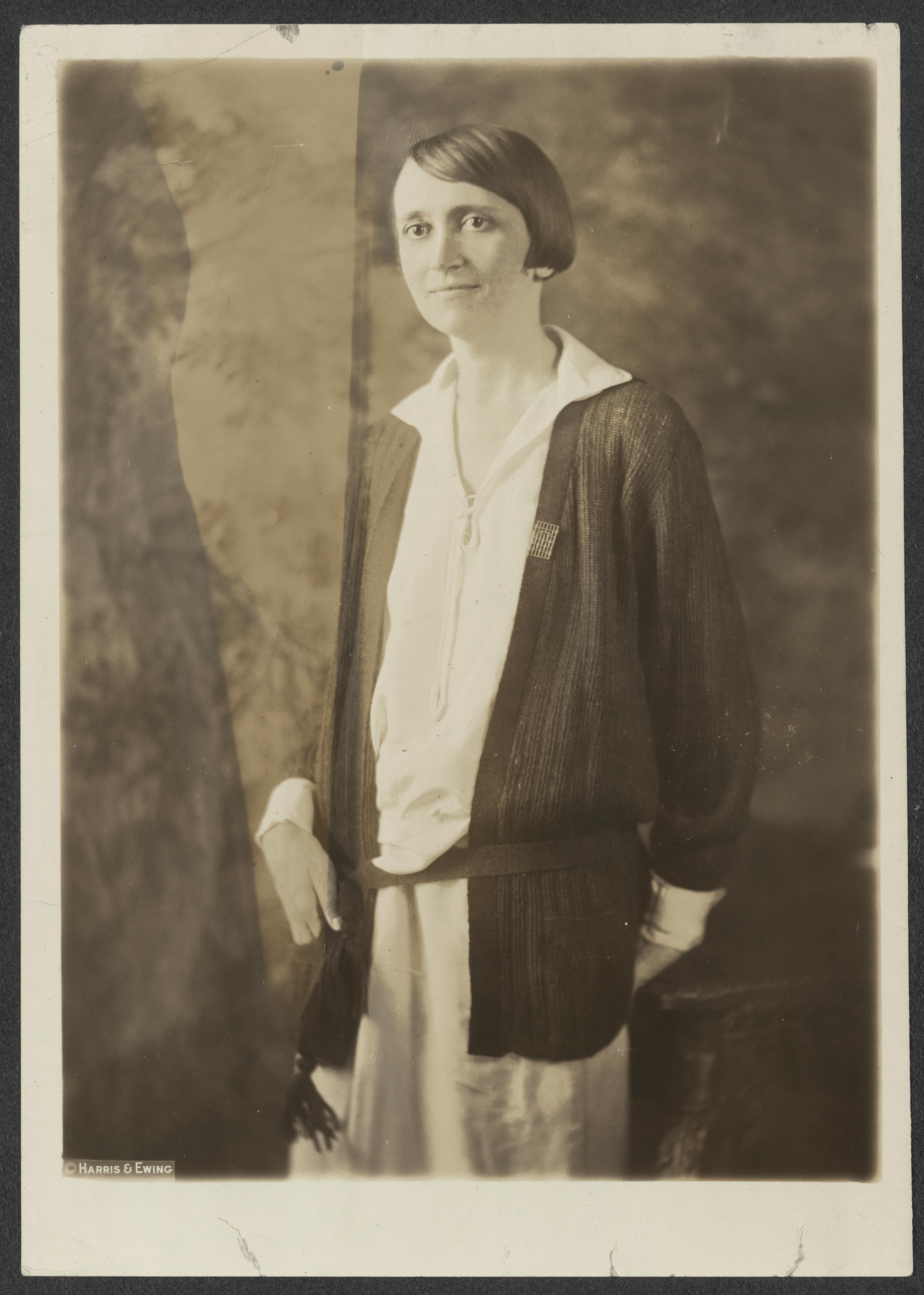
Sue Shelton White, Redattore di The Suffragist, circa 1920
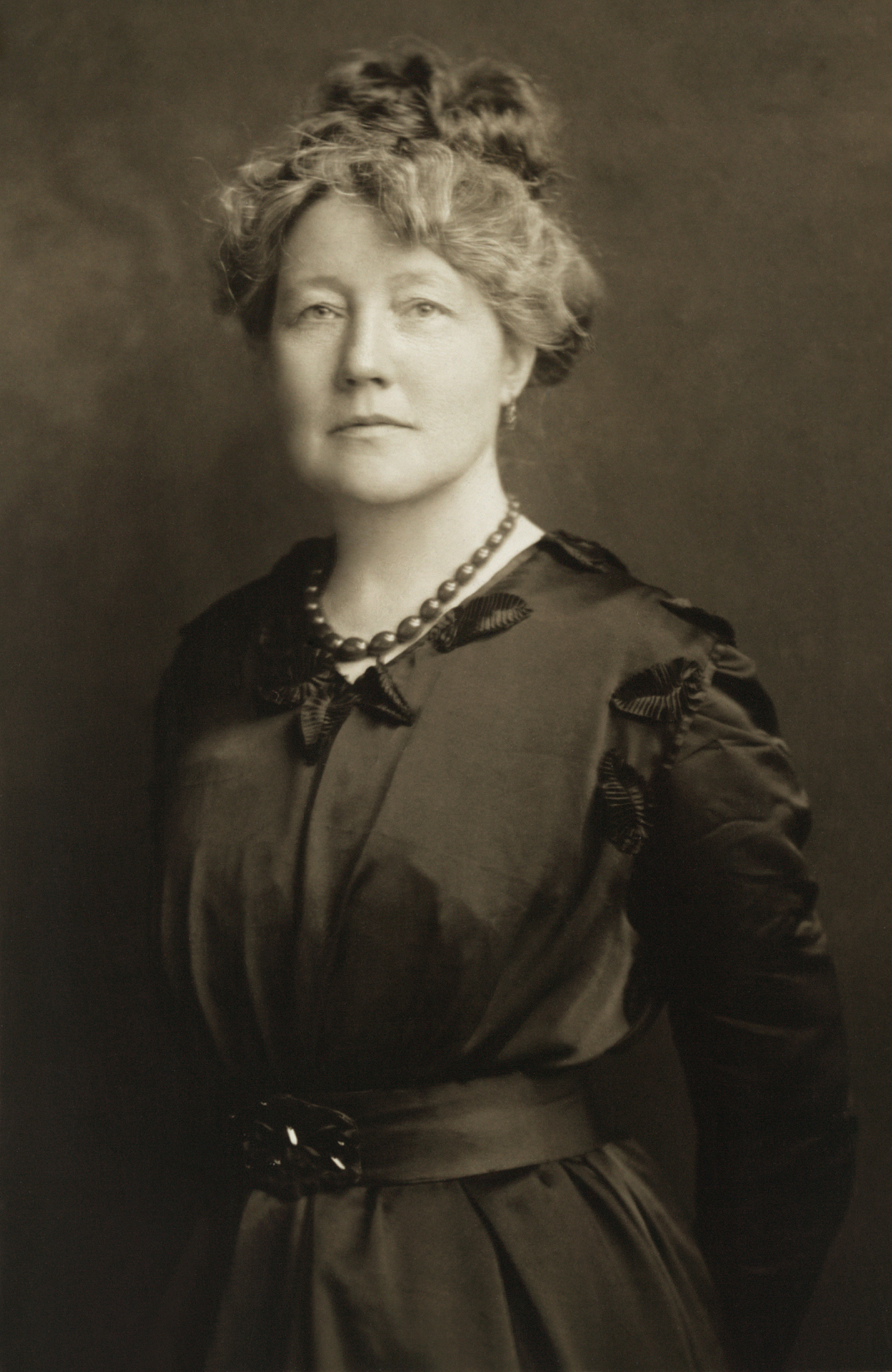
Ada Flatman, responsabile commerciale del giornale